# William L. Jenkins

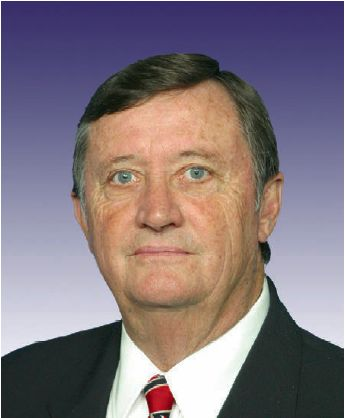
William L. Jenkins

William Lewis „Bill“ Jenkins (* 29. November 1936 in Detroit, Michigan) ist ein US-amerikanischer Politiker. Zwischen 1997 und 2007 vertrat er den Bundesstaat Tennessee im US-Repräsentantenhaus.

## Werdegang
William Jenkins besuchte bis 1954 die Rogersville High School in Tennessee. Bis 1957 studierte er am Tennessee Technical College in Cookeville. Zwischen 1960 und 1962 diente er in der US Army. Nach einem Jurastudium an der University of Tennessee und seiner Zulassung als Rechtsanwalt begann er in seinem neuen Beruf zu arbeiten. Außerdem war er als Farmer tätig.
Politisch schloss sich Jenkins der Republikanischen Partei an. Zwischen 1962 und 1971 saß er als Abgeordneter im Repräsentantenhaus von Tennessee, dessen Speaker er seit 1969 er war. Von 1971 bis 1978 war er Vorstandsmitglied der Tennessee Valley Authority. Er gehörte auch zum Beraterstab von Gouverneur Lamar Alexander. Im Jahr 1988 war Jenkins Delegierter zur Republican National Convention in New Orleans, auf der George Bush als Präsidentschaftskandidat nominiert wurde. Von 1990 bis 1996 amtierte er in Tennessee als Bezirksrichter.
Bei den Kongresswahlen des Jahres 1996 wurde Jenkins im ersten Wahlbezirk von Tennessee in das US-Repräsentantenhaus in Washington, D.C. gewählt, wo er am 3. Januar 1997 die Nachfolge von Jimmy Quillen antrat. Nach vier Wiederwahlen konnte er bis zum 3. Januar 2007 fünf Legislaturperioden im Kongress absolvieren. In diese Zeit fielen unter anderem die Terroranschläge am 11. September 2001 und der Irakkrieg.
Im Jahr 2006 verzichtete Jenkins auf eine erneute Kandidatur. Anschließend zog er sich in den Ruhestand zurück. William Jenkins ist verheiratet und lebt in Rogersville.